# 岩下光男
岩下 光男（いわした みつお、1917年（大正6年）8月19日 - 2002年（平成14年）4月13日）は、日本の工学者（海洋工学）。魚群探知機の改良型の開発者。元北海道東海大学学長補佐。北海道山越郡長万部町出身。

## 来歴
1936年（昭和11年）東京電機学校電気科卒業。同年、東北帝国大学電気通信研究所助手。1946年（昭和21年）電波科学専門学校助教授。1950年（昭和25年）4月東海大学工学部助教授。1959年（昭和34年）同工学部教授。1962年同海洋学部教授。1974年（昭和49年）同海洋学部長。1976年（昭和51年）同海洋研究所長。後に同海洋科学博物館長。1985年（昭和60年）北海道東海大学工学部教授。1986年（昭和61年）同学長補佐。1991年（平成3年）北海道東海大学退職。東海大学名誉教授。2002年4月13日、骨髄異形成症候群のため逝去。
他に、北海道庁北海道地区将来計画委員、資源エネルギー庁環境審査顧問、自由時間村・岩下塾を主宰した。

## 受賞歴
- 電気通信学会秋山志田賞（1943年）
- 勲三等旭日中綬章受章（1992年）

## 著書
- 『海 : その神秘と未来』（岩下監修、東海大学出版会 1974年）
- 『これが特許の実力か!畠中水溶性キトサンの常識』（産学社 2001年）